# Tour de France 2010/Fahrerfeld
Bei der Tour de France 2010 gingen insgesamt 198 Radrennfahrer in 22 Teams an den Start.

## Legende
- Suspendierung: Ausschluss durch eigenes Team
- Ausschluss: Ausschluss durch die Rennleitung vor Rennbeginn
- Disqualifikation: Ausschluss durch die Rennleitung nach Rennbeginn
- Auszeichnungen nach der Zielankunft:
  - : Etappensieger
  - : Gelbes Trikot für den Gesamtführenden
  - : Grünes Trikot für den Punktbesten
  - : Gepunktetes Trikot für den besten Bergfahrer
  - : Weißes Trikot für den besten Nachwuchsfahrer unter 25 Jahre
  - : Rote Rückennummer für den kämpferischsten Fahrer des Tages
  - : Gelbe Rückennummer für das in der Mannschaftswertung führende Team

## Teilnehmer nach Nationalitäten
| Nr.    | Land                   | Teilnehmer |
| ------ | ---------------------- | ---------- |
| 01     | Frankreich             | 35         |
| 02     | Spanien                | 32         |
| 03     | Italien                | 17         |
| 04     | Deutschland            | 15         |
| 05     | Belgien                | 13         |
| 06     | Australien             | 11         |
| 07     | Niederlande            | 8          |
| 07     | Vereinigte Staaten     | 8          |
| 07     | Vereinigtes Königreich | 8          |
| 10     | Russland               | 6          |
| 11     | Schweiz                | 5          |
| 11     | Dänemark               | 5          |
| 13     | Slowenien              | 4          |
| 13     | Ukraine                | 3          |
| 15     | Kasachstan             | 3          |
| 15     | Österreich             | 3          |
| 15     | Portugal               | 3          |
| 15     | Belarus                | 3          |
| 19     | Luxemburg              | 2          |
| 19     | Kanada                 | 2          |
| 19     | Norwegen               | 2          |
| 22     | Schweden               | 1          |
| 22     | Tschechien             | 1          |
| 22     | Polen                  | 1          |
| 22     | Neuseeland             | 1          |
| 22     | Südafrika              | 1          |
| 22     | Moldau                 | 1          |
| 22     | Irland                 | 1          |
| 22     | Litauen                | 1          |
| 22     | Japan                  | 1          |
| 22     | Estland                | 1          |
| Gesamt | Gesamt                 | 198        |

## Teilnehmer nach Teams
Die aufgeführten Ergebnisse berücksichtigen keine Disqualifikationen nach Abschluss der Veranstaltung.

### Team Astana(Kasachstan)
- Sportdirektor: Giuseppe Martinelli

| Nr. | Name                | Nationalität | Anmerkungen                                   |
| --- | ------------------- | ------------ | --------------------------------------------- |
| 1   | Alberto Contador    | Spanien      | 15. – 20. Etappe; Sieger der Gesamtwertung    |
| 2   | David de la Fuente  | Spanien      | 110. der Gesamtwertung                        |
| 3   | Andrij Hrywko       | Ukraine      | 136. der Gesamtwertung                        |
| 4   | Jesús Hernández     | Spanien      | 140. der Gesamtwertung                        |
| 5   | Maxim Iglinski      | Kasachstan   | 131. der Gesamtwertung                        |
| 6   | Daniel Navarro      | Spanien      | 49. der Gesamtwertung                         |
| 7   | Benjamín Noval      | Spanien      | 104. der Gesamtwertung                        |
| 8   | Paolo Tiralongo     | Italien      | 54. der Gesamtwertung                         |
| 9   | Alexander Winokurow | Kasachstan   | 13. Etappe; 12. Etappe; 16. der Gesamtwertung |
|     |                     |              | 7. Etappe                                     |

### Team Saxo Bank(Dänemark)
- Sportdirektor: Torsten Schmidt

| Nr. | Name                 | Nationalität | Anmerkungen                                                                                               |
| --- | -------------------- | ------------ | --- |
| 11  | Andy Schleck         | Luxemburg    | 8. & 17. Etappe; 9. – 14. Etappe; 7. – 20. Etappe; Sieger der Nachwuchswertung; Zweiter der Gesamtwertung |
| 12  | Matti Breschel       | Dänemark     | 142. der Gesamtwertung                                                                                    |
| 13  | Fabian Cancellara    | Schweiz      | Prolog & 19. Etappe; Prolog, 1., 3. – 6. Etappe; Prolog; 121. der Gesamtwertung                           |
| 14  | Jakob Fuglsang       | Dänemark     | 50. der Gesamtwertung                                                                                     |
| 15  | Stuart O’Grady       | Australien   | 149. der Gesamtwertung                                                                                    |
| 16  | Fränk Schleck        | Luxemburg    | Aufgabe nach Sturz während der 3. Etappe                                                                  |
| 17  | Chris Anker Sørensen | Dänemark     | 69. der Gesamtwertung                                                                                     |
| 18  | Nicki Sørensen       | Dänemark     | 155. der Gesamtwertung                                                                                    |
| 19  | Jens Voigt           | Deutschland  | 126. der Gesamtwertung                                                                                    |
|     |                      |              | 3. – 6. Etappe                                                                                            |

### Team RadioShack(USA)
- Sportdirektor: Johan Bruyneel

| Nr. | Name                | Nationalität       | Anmerkungen                                                           |
| --- | ------------------- | ------------------ | --------------------------------------------------------------------- |
| 21  | Lance Armstrong     | Vereinigte Staaten | 23. der Gesamtwertung                                                 |
| 22  | Janez Brajkovič     | Slowenien          | 43. der Gesamtwertung                                                 |
| 23  | Christopher Horner  | Vereinigte Staaten | Zehnter der Gesamtwertung                                             |
| 24  | Andreas Klöden      | Deutschland        | 14. der Gesamtwertung                                                 |
| 25  | Levi Leipheimer     | Vereinigte Staaten | 13. der Gesamtwertung                                                 |
| 26  | Dmitri Murawjow     | Kasachstan         | 148. der Gesamtwertung                                                |
| 27  | Sérgio Paulinho     | Portugal           | 10. Etappe; 46. der Gesamtwertung                                     |
| 28  | Jaroslaw Popowytsch | Ukraine            | 85. der Gesamtwertung                                                 |
| 29  | Grégory Rast        | Schweiz            | 114. der Gesamtwertung                                                |
|     |                     |                    | Prolog, 1., 12., 13., 15. – 20. Etappe; Sieger der Mannschaftswertung |

### Sky Professional Cycling Team(UK)
- Sportdirektor: Sean Yates

| Nr. | Name                 | Nationalität           | Anmerkungen                           |
| --- | -------------------- | ---------------------- | ------------------------------------- |
| 31  | Bradley Wiggins      | Vereinigtes Königreich | 24. der Gesamtwertung                 |
| 32  | Michael Barry        | Kanada                 | 99. der Gesamtwertung                 |
| 33  | Steve Cummings       | Vereinigtes Königreich | 151. der Gesamtwertung                |
| 34  | Juan Antonio Flecha  | Spanien                | 13. Etappe; 89. der Gesamtwertung     |
| 35  | Simon Gerrans        | Australien             | Nicht zur 9. Etappe angetreten        |
| 36  | Edvald Boasson Hagen | Norwegen               | 116. der Gesamtwertung                |
| 37  | Thomas Lövkvist      | Schweden               | 17. der Gesamtwertung                 |
| 38  | Serge Pauwels        | Belgien                | 107. der Gesamtwertung                |
| 39  | Geraint Thomas       | Vereinigtes Königreich | 3. – 6. Etappe; 67. der Gesamtwertung |

### Liquigas-Doimo(Italien)
- Sportdirektor: Stefano Zanatta

| Nr. | Name                  | Nationalität | Anmerkungen                        |
| --- | --------------------- | ------------ | ---------------------------------- |
| 41  | Ivan Basso            | Italien      | 32. der Gesamtwertung              |
| 42  | Francesco Bellotti    | Italien      | 122. der Gesamtwertung             |
| 43  | Kristijan Koren       | Slowenien    | 94. der Gesamtwertung              |
| 44  | Roman Kreuziger       | Tschechien   | Neunter der Gesamtwertung          |
| 45  | Aljaksandr Kuschynski | Belarus      | 86. der Gesamtwertung              |
| 46  | Daniel Oss            | Italien      | 18. Etappe; 124. der Gesamtwertung |
| 47  | Manuel Quinziato      | Italien      | 162. der Gesamtwertung             |
| 48  | Sylwester Szmyd       | Polen        | 61. der Gesamtwertung              |
| 49  | Brian Vandborg        | Dänemark     | 128. der Gesamtwertung             |

### Garmin-Transitions(USA)
- Sportdirektor: Matthew White

| Nr. | Name                  | Nationalität           | Anmerkungen                          |
| --- | --------------------- | ---------------------- | ------------------------------------ |
| 51  | Christian Vande Velde | Vereinigte Staaten     | Aufgabe nach Sturz auf der 2. Etappe |
| 52  | Julian Dean           | Neuseeland             | 157. der Gesamtwertung               |
| 53  | Tyler Farrar          | Vereinigte Staaten     | Aufgabe während der 12. Etappe       |
| 54  | Ryder Hesjedal        | Kanada                 | 3. Etappe; Siebter der Gesamtwertung |
| 55  | Robert Hunter         | Südafrika              | Nicht zur 11. Etappe angetreten      |
| 56  | Martijn Maaskant      | Niederlande            | 139. der Gesamtwertung               |
| 57  | David Millar          | Vereinigtes Königreich | 158. der Gesamtwertung               |
| 58  | Johan Vansummeren     | Belgien                | 30. der Gesamtwertung                |
| 59  | David Zabriskie       | Vereinigte Staaten     | 101. der Gesamtwertung               |

### Française des Jeux(Frankreich)
- Sportdirektor: Thierry Bricaud

| Nr. | Name                | Nationalität | Anmerkungen                      |
| --- | ------------------- | ------------ | -------------------------------- |
| 61  | Christophe Le Mével | Frankreich   | 42. der Gesamtwertung            |
| 62  | Sandy Casar         | Frankreich   | 9. Etappe; 25. der Gesamtwertung |
| 63  | Rémy Di Gregorio    | Frankreich   | 78. der Gesamtwertung            |
| 64  | Anthony Geslin      | Frankreich   | 146. der Gesamtwertung           |
| 65  | Matthieu Ladagnous  | Frankreich   | 93. der Gesamtwertung            |
| 66  | Anthony Roux        | Frankreich   | 167. der Gesamtwertung           |
| 67  | Jérémy Roy          | Frankreich   | 143. der Gesamtwertung           |
| 68  | Wesley Sulzberger   | Australien   | 152. der Gesamtwertung           |
| 69  | Benoît Vaugrenard   | Frankreich   | 96. der Gesamtwertung            |

### Team Katjuscha(Russland)
- Sportdirektor: Serge Parsani

| Nr. | Name               | Nationalität | Anmerkungen                               |
| --- | ------------------ | ------------ | ----------------------------------------- |
| 71  | Wladimir Karpez    | Russland     | Nicht zur 9. Etappe angetreten            |
| 72  | Pawel Brutt        | Russland     | 102. der Gesamtwertung                    |
| 73  | Sergei Iwanow      | Russland     | 109. der Gesamtwertung                    |
| 74  | Alexander Kolobnew | Russland     | 17. Etappe; 65. der Gesamtwertung         |
| 75  | Robbie McEwen      | Australien   | 165. der Gesamtwertung                    |
| 76  | Aleksandr Pliușkin | Moldau       | 108. der Gesamtwertung                    |
| 77  | Joaquim Rodríguez  | Spanien      | 12. Etappe; Achter der Gesamtwertung      |
| 78  | Stijn Vandenbergh  | Belgien      | Zeitlimit auf der 7. Etappe überschritten |
| 79  | Eduard Worganow    | Russland     | 79. der Gesamtwertung                     |

### ag2r La Mondiale(Frankreich)
- Sportdirektor: Vincent Lavenu

| Nr. | Name              | Nationalität | Anmerkungen                                   |
| --- | ----------------- | ------------ | --------------------------------------------- |
| 81  | Nicolas Roche     | Irland       | 15. der Gesamtwertung                         |
| 82  | Maxime Bouet      | Frankreich   | 106. der Gesamtwertung                        |
| 83  | Dimitri Champion  | Frankreich   | 4. Etappe; 160. der Gesamtwertung             |
| 84  | Martin Elmiger    | Schweiz      | 75. der Gesamtwertung                         |
| 85  | John Gadret       | Frankreich   | 19. der Gesamtwertung                         |
| 86  | David Le Lay      | Frankreich   | Aufgabe nach Sturz während der 3. Etappe      |
| 87  | Lloyd Mondory     | Frankreich   | 118. der Gesamtwertung                        |
| 88  | Rinaldo Nocentini | Italien      | 98. der Gesamtwertung                         |
| 89  | Christophe Riblon | Frankreich   | 14. Etappe; 14. Etappe; 28. der Gesamtwertung |

### Cervélo Test Team(Schweiz)
- Sportdirektor: Jean-Paul van Poppel

| Nr. | Name                | Nationalität           | Anmerkungen                                                                       |
| --- | ------------------- | ---------------------- | --------------------------------------------------------------------------------- |
| 91  | Carlos Sastre       | Spanien                | 20. der Gesamtwertung                                                             |
| 92  | Xavier Florencio    | Spanien                | Suspendierung vor dem Start des Prologs wegen Verwendung eines verbotenen Mittels |
| 93  | Volodymyr Gustov    | Ukraine                | 34. der Gesamtwertung                                                             |
| 94  | Jeremy Hunt         | Vereinigtes Königreich | 163. der Gesamtwertung                                                            |
| 95  | Thor Hushovd        | Norwegen               | 3. Etappe; 3. – 10., 12., 16. & 17. Etappe; 111. der Gesamtwertung                |
| 96  | Andreas Klier       | Deutschland            | 168. der Gesamtwertung                                                            |
| 97  | Ignatas Konovalovas | Litauen                | 127. der Gesamtwertung                                                            |
| 98  | Brett Lancaster     | Australien             | 159. der Gesamtwertung                                                            |
| 99  | Daniel Lloyd        | Vereinigtes Königreich | 164. der Gesamtwertung                                                            |

### Omega Pharma-Lotto(Belgien)
- Sportdirektor: Herman Frison

| Nr. | Name                  | Nationalität           | Anmerkungen                            |
| --- | --------------------- | ---------------------- | -------------------------------------- |
| 101 | Jurgen Van Den Broeck | Belgien                | Fünfter der Gesamtwertung              |
| 102 | Mario Aerts           | Belgien                | 8. & 10. Etappe; 33. der Gesamtwertung |
| 103 | Francis De Greef      | Belgien                | 72. der Gesamtwertung                  |
| 104 | Mickaël Delage        | Frankreich             | Aufgabe nach Sturz auf der 2. Etappe   |
| 105 | Sebastian Lang        | Deutschland            | 80. der Gesamtwertung                  |
| 106 | Matthew Lloyd         | Australien             | 47. der Gesamtwertung                  |
| 107 | Daniel Moreno         | Spanien                | 21. der Gesamtwertung                  |
| 108 | Jürgen Roelandts      | Belgien                | 120. der Gesamtwertung                 |
| 109 | Charles Wegelius      | Vereinigtes Königreich | Nicht zur 11. Etappe angetreten        |

### Team HTC-Columbia(USA)
- Sportdirektor: Brian Holm

| Nr. | Name              | Nationalität           | Anmerkungen                                                                            |
| --- | ----------------- | ---------------------- | -------------------------------------------------------------------------------------- |
| 111 | Mark Cavendish    | Vereinigtes Königreich | 5., 6., 11., 18. & 20. Etappe; 154. der Gesamtwertung                                  |
| 112 | Bernhard Eisel    | Österreich             | 156. der Gesamtwertung                                                                 |
| 113 | Bert Grabsch      | Deutschland            | 169. der Gesamtwertung                                                                 |
| 114 | Adam Hansen       | Australien             | Aufgabe nach Sturz auf der 1. Etappe                                                   |
| 115 | Tony Martin       | Deutschland            | Prolog – 2. Etappe; 137. der Gesamtwertung                                             |
| 116 | Maxime Monfort    | Belgien                | 55. der Gesamtwertung                                                                  |
| 117 | Mark Renshaw      | Australien             | Wegen zwei Kopfstößen gegen Julian Dean nach der 11. Etappe vom Rennen ausgeschlossen. |
| 118 | Michael Rogers    | Australien             | 37. der Gesamtwertung                                                                  |
| 119 | Kanstanzin Siuzou | Belarus                | 39. der Gesamtwertung                                                                  |

### BMC Racing Team(USA)
- Sportdirektor: John Lelangue

| Nr. | Name               | Nationalität       | Anmerkungen                      |
| --- | ------------------ | ------------------ | -------------------------------- |
| 121 | Cadel Evans        | Australien         | 8. Etappe; 26. der Gesamtwertung |
| 122 | Alessandro Ballan  | Italien            | 87. der Gesamtwertung            |
| 123 | Brent Bookwalter   | Vereinigte Staaten | 147. der Gesamtwertung           |
| 124 | Marcus Burghardt   | Deutschland        | 161. der Gesamtwertung           |
| 125 | Mathias Frank      | Schweiz            | Aufgabe nach Sturz im Prolog     |
| 126 | George Hincapie    | Vereinigte Staaten | 59. der Gesamtwertung            |
| 127 | Karsten Kroon      | Niederlande        | 138. der Gesamtwertung           |
| 128 | Steve Morabito     | Schweiz            | 51. der Gesamtwertung            |
| 129 | Mauro Santambrogio | Italien            | Aufgabe während der 15. Etappe   |

### Quick Step(Belgien)
- Sportdirektor: Wilfried Peeters

| Nr. | Name                | Nationalität | Anmerkungen                                                                                         |
| --- | ------------------- | ------------ | --------------------------------------------------------------------------------------------------- |
| 131 | Sylvain Chavanel    | Frankreich   | 2. & 7. Etappe; 2. Etappe; Sieger in der Wertung des kämpferischsten Fahrers; 31. der Gesamtwertung |
| 132 | Carlos Barredo      | Spanien      | 16. Etappe; 41. der Gesamtwertung                                                                   |
| 133 | Kevin De Weert      | Belgien      | 18. der Gesamtwertung                                                                               |
| 134 | Dries Devenyns      | Belgien      | 144. der Gesamtwertung                                                                              |
| 135 | Jérôme Pineau       | Frankreich   | 2. – 8., 10. & 11. Etappe; 7. Etappe; 66. der Gesamtwertung                                         |
| 136 | Francesco Reda      | Italien      | Aufgabe während der 18. Etappe                                                                      |
| 137 | Kevin Seeldraeyers  | Belgien      | 134. der Gesamtwertung                                                                              |
| 138 | Jurgen Van De Walle | Belgien      | 63. der Gesamtwertung                                                                               |
| 139 | Maarten Wijnants    | Belgien      | 1. Etappe; 117. der Gesamtwertung                                                                   |
|     |                     |              | 2. Etappe                                                                                           |

### Team Milram(Deutschland)
- Sportdirektor: Ralf Grabsch

| Nr. | Name                | Nationalität | Anmerkungen                                                    |
| --- | ------------------- | ------------ | -------------------------------------------------------------- |
| 141 | Linus Gerdemann     | Deutschland  | 84. der Gesamtwertung                                          |
| 142 | Gerald Ciolek       | Deutschland  | 133. der Gesamtwertung                                         |
| 143 | Johannes Fröhlinger | Deutschland  | 90. der Gesamtwertung                                          |
| 144 | Roger Kluge         | Deutschland  | Nicht zur 9. Etappe angetreten                                 |
| 145 | Christian Knees     | Deutschland  | 91. der Gesamtwertung                                          |
| 146 | Luke Roberts        | Australien   | 103. der Gesamtwertung                                         |
| 147 | Thomas Rohregger    | Österreich   | 74. der Gesamtwertung                                          |
| 148 | Niki Terpstra       | Niederlande  | Wegen gesundheitlicher Probleme nicht zur 3. Etappe angetreten |
| 149 | Fabian Wegmann      | Deutschland  | 119. der Gesamtwertung                                         |

### Bbox Bouygues Télécom(Frankreich)
- Sportdirektor: Didier Rous

| Nr. | Name             | Nationalität | Anmerkungen                                                          |
| --- | ---------------- | ------------ | -------------------------------------------------------------------- |
| 151 | Thomas Voeckler  | Frankreich   | 15. Etappe; 15. Etappe; 76. der Gesamtwertung                        |
| 152 | Yukiya Arashiro  | Japan        | 112. der Gesamtwertung                                               |
| 153 | Anthony Charteau | Frankreich   | 9. & 12. – 20. Etappe; Sieger der Bergwertung; 44. der Gesamtwertung |
| 154 | Pierrick Fédrigo | Frankreich   | 16. Etappe; 57. der Gesamtwertung                                    |
| 155 | Cyril Gautier    | Frankreich   | 45. der Gesamtwertung                                                |
| 156 | Pierre Rolland   | Frankreich   | 58. der Gesamtwertung                                                |
| 157 | Matthieu Sprick  | Frankreich   | 100. der Gesamtwertung                                               |
| 158 | Sébastien Turgot | Frankreich   | 113. der Gesamtwertung                                               |
| 159 | Nicolas Vogondy  | Frankreich   | 88. der Gesamtwertung                                                |

### Caisse d’Epargne(Spanien)
- Sportdirektor: Yvon Ledanois

| Nr. | Name                   | Nationalität | Anmerkungen                      |
| --- | ---------------------- | ------------ | -------------------------------- |
| 161 | Luis León Sánchez      | Spanien      | 9. Etappe; 11. der Gesamtwertung |
| 162 | Rui Costa              | Portugal     | 73. der Gesamtwertung            |
| 163 | Imanol Erviti          | Spanien      | 77. der Gesamtwertung            |
| 164 | José Iván Gutiérrez    | Spanien      | 5. Etappe; 48. der Gesamtwertung |
| 165 | Wassil Kiryjenka       | Belarus      | 60. der Gesamtwertung            |
| 166 | Christophe Moreau      | Frankreich   | 22. der Gesamtwertung            |
| 167 | Mathieu Perget         | Frankreich   | 6. Etappe; 64. der Gesamtwertung |
| 168 | Rubén Plaza            | Spanien      | 12. der Gesamtwertung            |
| 169 | José Joaquín Rojas Gil | Spanien      | 68. der Gesamtwertung            |
|     |                        |              | 9. – 11. & 14. Etappe            |

### Équipe Cofidis(Frankreich)
- Sportdirektor: Francis van Londersele

| Nr. | Name             | Nationalität | Anmerkungen                        |
| --- | ---------------- | ------------ | ---------------------------------- |
| 171 | Rein Taaramäe    | Estland      | Aufgabe während der 13. Etappe     |
| 172 | Stéphane Augé    | Frankreich   | 12. Etappe; 153. der Gesamtwertung |
| 173 | Samuel Dumoulin  | Frankreich   | Nicht zur 12. Etappe angetreten    |
| 174 | Julien El-Farès  | Frankreich   | 27. der Gesamtwertung              |
| 175 | Christophe Kern  | Frankreich   | 97. der Gesamtwertung              |
| 176 | Sébastien Minard | Frankreich   | 92. der Gesamtwertung              |
| 177 | Amaël Moinard    | Frankreich   | 70. der Gesamtwertung              |
| 178 | Damien Monier    | Frankreich   | 71. der Gesamtwertung              |
| 179 | Rémi Pauriol     | Frankreich   | 38. der Gesamtwertung              |

### Euskaltel-Euskadi(Spanien)
- Sportdirektor: Igor Gonzalez Galdeano

| Nr. | Name           | Nationalität | Anmerkungen                          |
| --- | -------------- | ------------ | ------------------------------------ |
| 181 | Samuel Sánchez | Spanien      | Vierter der Gesamtwertung            |
| 182 | Iñaki Isasi    | Spanien      | 115. der Gesamtwertung               |
| 183 | Egoi Martínez  | Spanien      | 40. der Gesamtwertung                |
| 184 | Juan José Oroz | Spanien      | Nicht zur 7. Etappe angetreten       |
| 185 | Alan Pérez     | Spanien      | 129. der Gesamtwertung               |
| 186 | Rubén Pérez    | Spanien      | 95. der Gesamtwertung                |
| 187 | Amets Txurruka | Spanien      | Aufgabe nach Sturz auf der 4. Etappe |
| 188 | Iván Velasco   | Spanien      | 62. der Gesamtwertung                |
| 189 | Gorka Verdugo  | Spanien      | 36. der Gesamtwertung                |

### Rabobank(Niederlande)
- Sportdirektor: Andri van Houwelingen

| Nr. | Name               | Nationalität | Anmerkungen                     |
| --- | ------------------ | ------------ | ------------------------------- |
| 191 | Denis Menschow     | Russland     | Dritter der Gesamtwertung       |
| 192 | Lars Boom          | Niederlande  | 130. der Gesamtwertung          |
| 193 | Óscar Freire       | Spanien      | 141. der Gesamtwertung          |
| 194 | Juan Manuel Gárate | Spanien      | 35. der Gesamtwertung           |
| 195 | Robert Gesink      | Niederlande  | Sechster der Gesamtwertung      |
| 196 | Koos Moerenhout    | Niederlande  | 52. der Gesamtwertung           |
| 197 | Grischa Niermann   | Deutschland  | 56. der Gesamtwertung           |
| 198 | Bram Tankink       | Niederlande  | Nicht zur 16. Etappe angetreten |
| 199 | Maarten Tjallingii | Niederlande  | 132. der Gesamtwertung          |
|     |                    |              | 8. Etappe                       |

### Lampre-Farnese Vini(Italien)
- Sportdirektor: Maurizio Piovani

| Nr. | Name                | Nationalität | Anmerkungen                                                                                            |
| --- | ------------------- | ------------ | --- |
| 201 | Damiano Cunego      | Italien      | 29. der Gesamtwertung                                                                                  |
| 202 | Grega Bole          | Slowenien    | 125. der Gesamtwertung                                                                                 |
| 203 | Mauro Da Dalto      | Italien      | 123. der Gesamtwertung                                                                                 |
| 204 | Francesco Gavazzi   | Italien      | 105. der Gesamtwertung                                                                                 |
| 205 | Danilo Hondo        | Deutschland  | 135. der Gesamtwertung                                                                                 |
| 206 | Mirco Lorenzetto    | Italien      | 166. der Gesamtwertung                                                                                 |
| 207 | Adriano Malori      | Italien      | 170. der Gesamtwertung                                                                                 |
| 208 | Alessandro Petacchi | Italien      | 1. & 4. Etappe; 1., 11., 13. – 15., 18. – 20. Etappe; Sieger der Punktewertung; 150. der Gesamtwertung |
| 209 | Simon Špilak        | Slowenien    | Aufgabe während der 17. Etappe                                                                         |

### Footon-Servetto(Spanien)
- Sportdirektor: José Antonio Fernandez

| Nr. | Name                   | Nationalität | Anmerkungen                     |
| --- | ---------------------- | ------------ | ------------------------------- |
| 211 | Eros Capecchi          | Italien      | 83. der Gesamtwertung           |
| 212 | José Alberto Benítez   | Spanien      | 145. der Gesamtwertung          |
| 213 | Manuel António Cardoso | Portugal     | Aufgabe nach Sturz im Prolog    |
| 214 | Arkaitz Durán          | Spanien      | 81. der Gesamtwertung           |
| 215 | Markus Eibegger        | Österreich   | Aufgabe während der 9. Etappe   |
| 216 | Fabio Felline          | Italien      | Nicht zur 9. Etappe angetreten  |
| 217 | Iban Mayoz             | Spanien      | Nicht zur 16. Etappe angetreten |
| 218 | Aitor Pérez            | Spanien      | 82. der Gesamtwertung           |
| 219 | Rafael Valls           | Spanien      | 53. der Gesamtwertung           |